# Ranipet (Distrikt)
Der Distrikt Ranipet (Tamil: இராணிப்பேட்டை மாவட்டம்; auch Ranipettai) ist ein Distrikt des indischen Bundesstaates Tamil Nadu. Verwaltungszentrum des Distrikts ist die namensgebende Stadt Ranipet. Der Distrikt Ranipet wurde im Jahr 2019 durch die Teilung des Distrikts Vellore gebildet.

## Geografie
Der Distrikt Ranipet liegt im nördlichen Binnenland Tamil Nadus. Nachbardistrikte sind Tiruvallur und Kanchipuram im Osten, Tiruvannamalai im Süden, Vellore im Westen und Chittoor im Norden. Letzterer gehört bereits zum Nachbarbundesstaat Andhra Pradesh. Das Distriktgebiet wird von periodisch wasserführenden Palar-Fluss durchflossen. Die Fläche des Distrikts beträgt nach Angaben der Distriktwebseite 2234,32 km².

## Geschichte

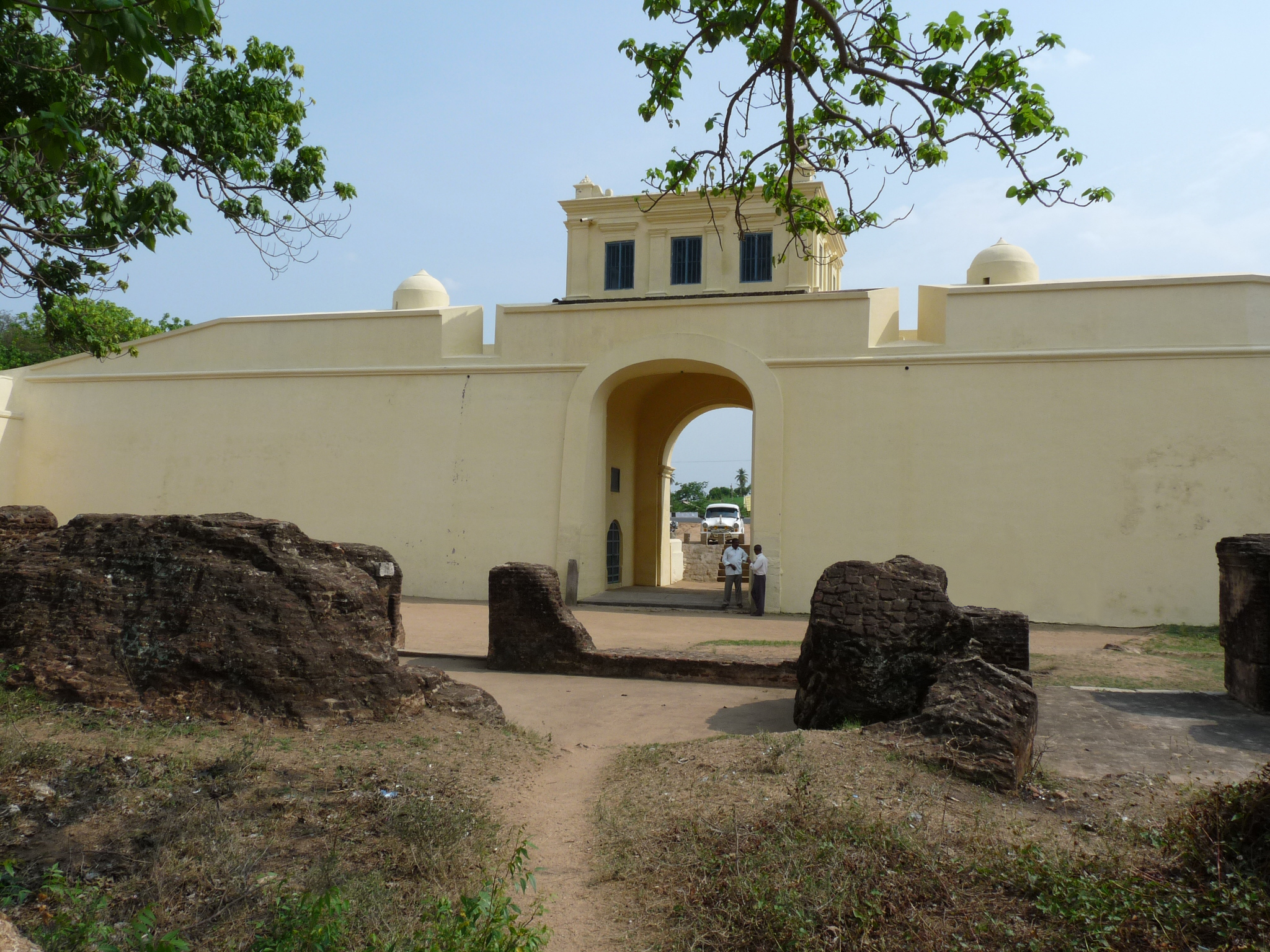
Delhi-Tor in Arcot

Im Mittelalter stand das Gebiet des heutigen Distriktes Ranipet unter der Herrschaft der Pallava, Rashtrakuta, Chola sowie des Reiches Vijayanagar. 1690 begründete Zulfikar Khan, ein General des Mogul-Kaisers Aurangzeb, die Dynastie der Nawabs von Arcot, die anfangs in Arcot im heutigen Distrikt Ranipet residierten. Im 18. Jahrhundert herrschten die Nawabs von Arcot über große Teile des heutigen Tamil Nadu. Während der Karnatischen Kriege, in denen Großbritannien und Frankreich im 18. Jahrhundert um die Vorherrschaft in Südindien rangen, fanden Kämpfe im Gebiet des Distriktes statt. In der Schlacht von Arcot besiegten die Briten unter Robert Clive, 1. Baron Clive 1751 die französischen Truppen und festigten in der Folge ihren Einfluss über das Gebiet.
Als der Nawab von Arcot 1801 seine Besitzungen an die Britische Ostindien-Kompanie abtrat, gliederten die Briten das Gebiet des heutigen Distrikts Ranipet als Teil des Distrikts North Arcot in die Präsidentschaft Madras ein. Nach der indischen Unabhängigkeit 1947 kam North Arcot zum Bundesstaat Madras, der 1956 nach den Sprachgrenzen des Tamil neu formiert und 1969 in Tamil Nadu umbenannt wurde. 1989 kam das Gebiet von Ranipet zum neugegründeten Distrikt Vellore. Als eigenständiger Distrikt existiert der Distrikt Ranipet seit dem 28. November 2019, als der Distrikt Vellore in die drei Distrikte Vellore, Ranipet und Tirupattur geteilt wurde.

## Bevölkerung
Zu den demografischen Verhältnissen des Distrikts existieren derzeit (Stand 2022) kaum öffentlich zugängliche Daten. Nach Angaben der Distriktwebseite hatte der spätere Distrikt bei der Volkszählung 2011 1.210.277 Einwohner.

## Sehenswürdigkeiten

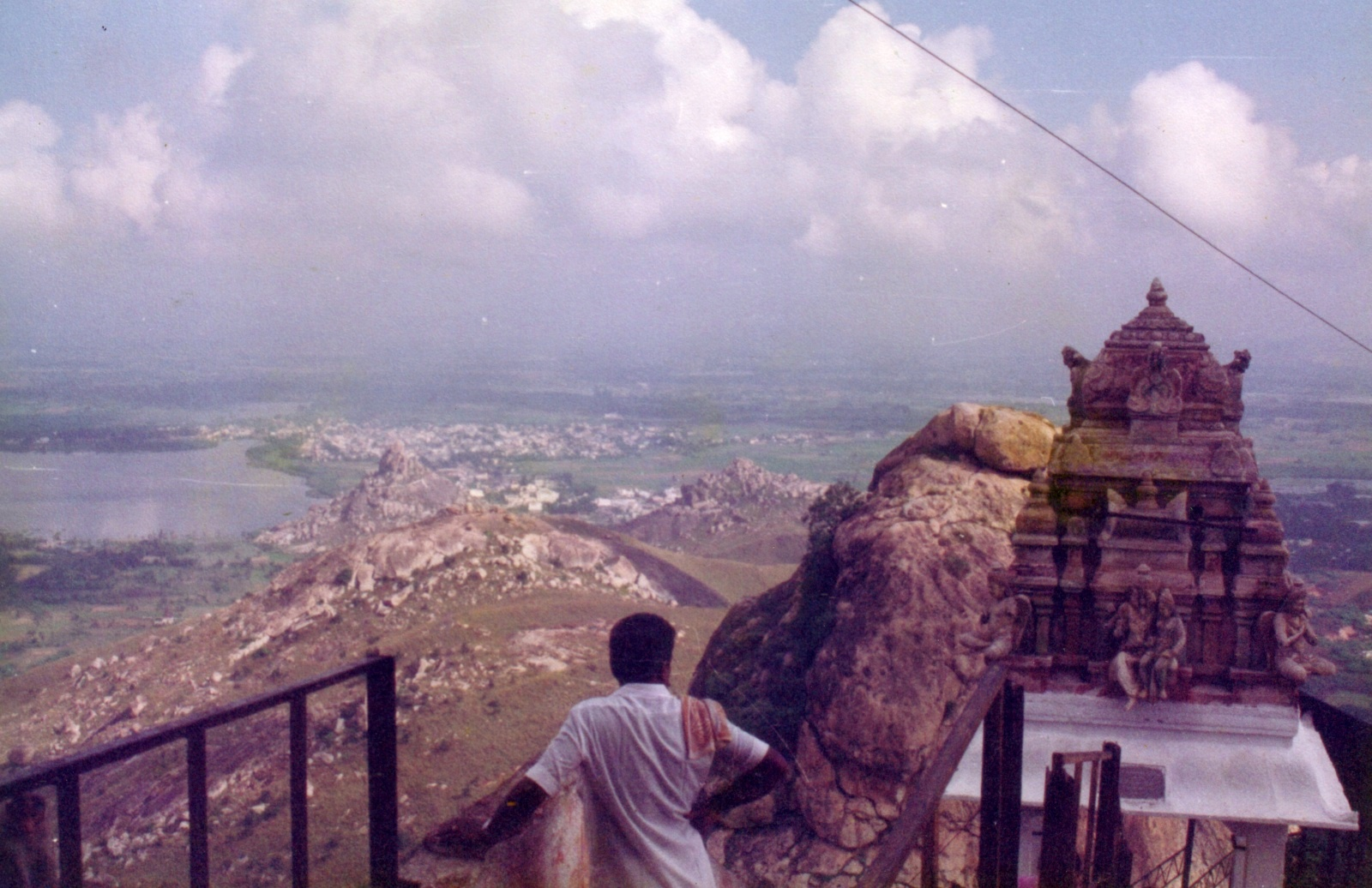
Blick vom Lakshmi-Narasimha-Tempel in Sholinghur

Die Stadt Arcot, gegenüber der Distrikthauptstadt Ranipet am südlichen Ufer des Palar-Flusses gelegen, war im 18. Jahrhundert die Hauptstadt der Nawarbs von Arcot. Hieran erinnern das Delhi-Tor, der einzig verbliebene Rest der Stadtbefestigung, sowie das Mausoleum des Nawabs Muhammed Saadatullah Khan. In der Stadt Sholinghur, 25 Kilometer nördlich von Ranipet, befindet sich ein wichtiges vishnuitisches Heiligtum. Der auf einem steilen Felsen gelegene Lakshmi-Narasimha-Tempel ist dem Gott Vishnu in seiner Gestalt als Narasimha geweiht und gehört zu den 108 Divya Desams oder heiligen Orten des tamilischen Vishnuismus. Der dem Gott Shiva geweihte Manikandeswarar-Tempel im Ort Tirumalpur zählt dagegen zu den heiligen Orten des tamilischen Shivaismus (Padal Petra Sthalam). Etwas außerhalb Tirumalpurs steht außerdem ein Tempel aus der Chola-Zeit (um 900). Im Dorf Mahendravadi ist ein monolithischer Felsentempel aus der Zeit Pallava (7. Jahrhundert) zu besichtigen.

## Verwaltungsgliederung

### Taluks
Der Distrikt Ranipet war 2022 in sechs Taluks (Subdistrikte) unterteilt: Arcot, Walajah, Kalavai, Sholinghur, Arakkonam und Nemili.

### Städte
Im späteren Distrikt Ranipet gab es bei der Volkszählung 2011 fünf Städte mit eigener Stadtverwaltung (Municipalities), neun nach dem Panchayat-System verwaltete Kleinstädte (Town Panchayats) und acht Zensusstädte (Census Towns). Angegeben ist die Einwohnerzahl nach der Volkszählung 2011.
Municipalities
- Arakkonam (78.395)
- Arcot (55.955)
- Melvisharam (44.786)
- Ranipet (50.764)
- Walajapet (32.397)

Town Panchayats
- Ammoor (12.513)
- Sholinghur (30.856)
- Kalavai (9.773)
- Kaveripakkam (14.583)
- Nemili (10.806)
- Panapakkam (11.536)
- Thakkolam (13.983)
- Timiri (16.246)
- Vilapakkam (8.174)

Zensusstädte
- Ammanur (7.731)
- Chettithangal (7.780)
- Narasingapuram (11.454)
- Navlock Garden (20.171)
- Sembedu (12.548)
- Tajpura (8.075)
- Tirumalpur (4.803)
- Vanapadi (5.334)

## Wirtschaft
Die Distrikthauptstadt Ranipet ist überregional bekannt für ihre lederverarbeitende Industrie. In der Landwirtschaft werden vorwiegend Reis, Hirse, Sorghumhirse (cholam), Perlhirse (cumbu), Fingerhirse (ragi), Mais, Hülsenfrüchte wie Straucherbsen (red gram), Urdbohnen (black gram), Mungbohnen (green gram), Ölsaaten wie Erdnüsse, sowie Zuckerrohr und Baumwolle angebaut.